# چاویکول
چاویکول (به انگلیسی: Chavicol) با فرمول شیمیایی C9H10O یک ترکیب شیمیایی است. که جرم مولی آن ۱۳۴٫۱۸ گرم بر مول می‌باشد. 